# Wielki Rów Wschodni

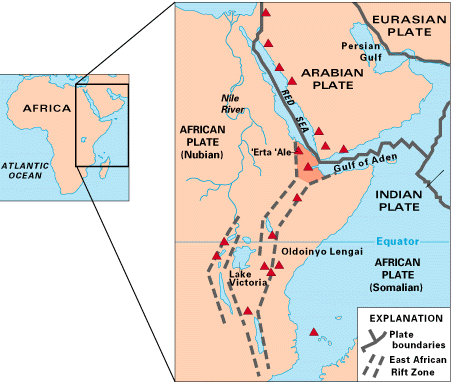
Obszar Wielkiego Rowu Wschodniego, z nim samym zaznaczonym przerywanymi liniami

Wielki Rów Wschodni – rów tektoniczny, część Wielkich Rowów Afrykańskich, stanowi system wielu obniżeń tektonicznych, rozrzuconych w centralnej części Wyżyny Wschodnioafrykańskiej.
Ich przebieg wyznaczają liczne rzeki (np. Ruaha, Tarangire) oraz wypełniające ich dna jeziora: Eyasi, Manyara, Magadi, Nakuru, Baringo, Rudolfa. Na obszarze Wielkiego Rowu leżą również: masywy górskie – (Muczinga – 1850 m) i wulkany (np. Mount Longonot).
Na północ od jeziora Niasa (Malawi) krzyżuje się z Wielkim Rowem Zachodnim i biegnie dalej na południe obniżeniem wykorzystywanym przez rzekę Luangwa. Wielki Rów Wschodnioafrykański na północy otaczają liczne wulkany: czynne – Meru (4565 m n.p.m.), Telekis (646 m n.p.m.) oraz wygasłe – Kilimandżaro (5895 m n.p.m.), Kenia (5199 m n.p.m.), Elgon (4321 m n.p.m.), na południu natomiast zrębowe masywy górskie zbudowane ze skał krystalicznych (np. Muczinga).